# Duff McKagan
Michael Andrew "Duff" "Rose" McKagan (Seattle, Washington, 1964. február 5. –) amerikai zenész, író. Legismertebb, mint a Guns N’ Roses tagja. Zenészcsaládban született (nyolc testvér között ő volt a legfiatalabb). A legnagyobb hatást a punkzene gyakorolta rá, már tinédzserként is sok zenekarban megfordult, de akkoriban még mint dobos vagy gitáros.
Később Los Angelesbe ment ahol megismerkedett Steven Adlerrel és Slash-sel és belépett a Road Crew együttesükbe, basszusgitárosként. 1985-ben alapították meg a Guns N’ Roses zenekart Axl Rose-zal és Izzy Stradlin-nel, majd később csatlakozott hozzájuk Steve és Slash is. 1998-ban vált ki a zenekarból, majd Slash-el megalapították a Velvet Revolvert. Nős, felesége Susan Holmes.
A zenélés mellett rovatvezetője a SeattleWeekly.com-nak, és a Playboy.com-on is publikál Duffonomics néven.

## Élete

### Korai évek (1964–1985)
Michael Andrew McKagan Seattle-ben, Washingtonban született Elmer (Mac) és Alice (Marie) McKagan gyermekeként. Ő volt a legfiatalabb a nyolc testvér közül. Zenészcsaládban született, a család mindegyik tagja tudott legalább egy hangszeren játszani. Első basszusgitártémáit bátyja, Bruce tanította neki.
Gyerekkorában kedvenc együttesei a James Gang, Sly Stone, Led Zeppelin, Vanilla Fudge, Jimi Hendrix és a New York Dolls voltak. A példaképe Johnny Thunders volt.
Basszusgitárosként ismert a legjobban, közben McKagan sok zenekarban dobolt, beleértve a Seattle-i pop-punk zenekart, a Fastbacks-t (1979-ben csatlakozott hozzájuk), és a The Vains-t is. 1979 és 1982 között gitárosként játszott a The Living punk együttesben, akik olyanoknak nyitottak műsort, mint a Hüsker Dü.
A basszusgitározás, a gitározás és a dobolás mellett McKagan még tudott zongorázni is, ezt a "Misery" számon hallhatjuk, a Loaded Dark Days albumán.
1984-ben egy rövid időre előétel felszolgálóként dolgozott a Black Angus étteremben, Northridgeben, Kaliforniában, mielőtt megalapította a Guns N’ Roses-t.
1985-ben egy évig sofőrködött a Los Angeles-i magyar maffiának, amiről önéletrajzi könyvében is írt. Eszerint „a cég elvileg irodai eszközöket árult, de a munkaköröm kicsit gyanús volt. A napom általában abból állt, hogy egy nehezen beazonosítható, de vélhetőleg kelet-európai akcentusú, felfegyverzett ürge elmondta, miként vigyek el egy rendszám nélküli teherautót vagy kisbuszt eldugott sikátorokba, elhagyott parkolókba vagy a várostól távol eső felüljárókhoz, én meg ide-oda furikáztam. Sosem kérdeztem, milyen árut szállítok. Azt hiszem, nem lett volna jó ötlet érdeklődni”.
Kaliforniában találkozott Slash-sel és Steven Adlerrel, a Road Crew tagjaival, a hírhedt 24-órás "zsiványtanyán", a Canter's-ben.
Amikor találkoztam Slash-sel és Stevennel, nagyon durva volt, mert még nem láttam ilyen srácokat - Los Angeles környékén. Állandóan "belementünk" az estébe, nagyon sokat ittunk és volt egy sors nélküli zenekarunk. Slash bandája, a Road Crew volt az.

### Guns N' Roses (1985–1998, 2016–)
Két zenekar, a Hollywood Rose és az L. A. Guns egyesüléséből létrejövő Guns N' Roses eredeti tagjai Axl Rose, Izzy Stradlin, Tracii Guns, Rob Gardner és Ole Beich voltak. Kezdetben a formáció a két egyesített zenekar tagjaival koncertezett, de később gyakorlatilag az egész zenekar kicserélődött. Az új felállás 1985. június 6-án vált stabillá. McKagan Ole Beich-et váltotta basszusgitáros poszton, és két napra rá az új felállás koncert debütálása is megvolt egy csütörtök estén, a Troubadourban. Az exritmusgitáros Izzy Stradlinnel együtt énekel a Use Your Illusion II egyik számában, a "So Fine"-ban. A The Spaghetti Incident?-ben is énekelt, kedvence az albumról az "Attitude" a The Misfits-től.
Sok punk hatást hozott a zenekarba, mint például a Sex Pistols, Ramones és a The Clash, melyeknek nagy rajongója; Paul Simonon, a The Clash-ből a kedvenc basszusgitárosa, emellett még nagy rajongója Sid Viciousnak.
Adler és Izzy kilépett a zenekarból, előbbi 1990-ben, utóbbi 1991-ben. McKagan és Slash segítségére volt Iggy Popnak a "Brick by Brick-ben".
2016-ban Duff Slash-el együtt visszatér az együttesbe.

### Betegsége
1994. május 10-én hasnyálmirigye futball-labda méretű volt (megfelelője az akut alkohol-indukált hasnyálmirigy-gyulladás). McKagan megpróbált leállni a droggal és az ivással, ezért a kokainról és a vodkáról átállt borra és a világos sörre. A seattle-i házában volt, amikor leesett az ágyról a padlóra és nem tudott felállni. Fájdalmat érzett a gyomrában. McKagan felhívta egy közeli barátját, aki elvitte a Northwest Hospital and Medical Center-be.
McKagan duzzadt hasnyálmirigye kilyukadt és az emésztő enzimek kifolytak a testébe. Harmadfokú égési sérülést szenvedett a teste alsó részeiben. A duzzanat végül megereszkedett. Az orvos azt mondta McKagannek, hogyha folytatja az ivást, akkor már csak néhány hónapja van hátra, ezért elhatározta, hogy kijózanodik.

### Szólóévek (1993–2000)
A drog rehabilitációja alatt kísérletet tett szólókarrierre, az 1993-as Believe in Me című albummal. Az albumon minden hangszeren McKagan játszik.
1995-ben segített Slash szóló projektjénél, a Slash’s Snakepitnél egy dal megírásában, amit el is játszott a Snakepit májusi turnéján. Ez a dal a "Beggars and Hangers-On" volt.
McKagan megpróbálkozott színészkedéssel is 1997-ben. Volt egy kis szerepe a Sliders sci-fi sorozatban, ahol egy halott rocker vámpírt alakított.
1997. augusztus 27-én megszületett első gyereke, Grace, a modell/fürdőruha tervező Susan Holmestól. Holmesszal 1999. augusztus 28-án házasodtak össze. 2000. július 16-án megszületett második gyereke, még egy lány, Mae Marie.
Részt vett a Humanary Stew: A Tribute to Alice Cooper albumon, és segített régi zenekari társának, Izzy Stradlinnek a szólóalbumán, a Ride On-on
2000-ben elindított még egy zenekart, a Mad for the Racketet, ismertebb nevén a The Racketeers-t, Wayne Kramerrel, az MC5-ból, és Brian James-t a The Damnedből. Dobosnak egy sztárvendéget akart, mint például Stewart Copeland (The Police), Clem Burke (Blondie), vagy Brock Avery.
McKagan 2001-ben lefutotta a maratont a "11468." számmal.
McKagan volt a producere Betty Blowtorch debütáló EP-jének, a Get Offnak, és szerepelt a Betty Blowtorch And Her Amazing True Life Adventures című dokumentumfilmben.

### Neurotic Outsiders (1995–1997, 1999, 2006)
Eredetileg csak dzsemmelésnek indult a barátokkal a Viper Roomban, de végül Neurotic Outsiders születését eredményezte McKagan, Steve Jones (Sex Pistols), John Taylor (Duran Duran) és Matt Sorum összejövetele. Mindössze egy albumot rögzítettek, a Neurotic Outsiders-t.
A zenekar újraegyesült 3 koncertre a Viper Roomban, 1999 áprilisában.
2006. december 7-én megint összejöttek egy koncertre.

### Velvet Revolver (2002–)
2002 áprilisában McKagan  alapított egy zenekart Velvet Revolver néven ex-Guns N' Roses-os társaival, Slash-sel és Matt Sorummal, valamint Dave Kushnerrel és az Stone Temple Pilots énekesével Scot Weilanddal. Debütáló albumuk, a Contraband 2004-ben jelent meg és bekerült a Billboard 200-as listájába. A zenekar második albuma, a Libertad 2007. július 3-án jelent meg. McKagan velük turnézott, egészen 2008. április 1-ig, amikor is Weiland újra nem egyesítette a Stone Temple Pilots-ot.

### Jane’s Addiction (2010)
Eric Avery basszusgitáros távozása után McKagan együtt írt dalokat a Jane’s Addictionnel. Ezt az a kép is bizonyítja, amit Dave Navarro rakott ki twitter oldalára. Navarro megerősítette, hogy McKagan valóban csatlakozik a Jane’s Addictionhöz.
Az új felállás debütálása az énekes, Perry Farrell 51. születésnapján volt, Les Deuxben, Los Angelesben, március 30-án.
2010 szeptemberében azonban kiszállt a zenekarból zenei nézeteltérésekre hivatkozva.

## Felszerelése

### Gitárok
Guns N' Roses:
- Fender Jazz Bass Special Basszusgitárok
- Gibson Les Paul Bass (1993)

Velvet Revolver:
- Fender Jazz Bass Special – A Számok nagy részében
- Fender Jazz Bass Special – Drop D – Slither
- Fender Jazz Bass Special – 1 Down – Fall To Pieces, Dirty Little Thing
- Fender Aerodyne – Drop D – Headspace Superhuman
- Duisenberg A440 – You Got No Right, Wish You Were Here

### Erősítők
- 2x Gallien-Krueger 2001RB
- 4x Gallien-Krueger RBH410 Cab

## Könyve magyarul
- It's so easy. ...és más hazugságok; ford. Pritz Péter; Cser, Bp., 2016